# Paraisópolis

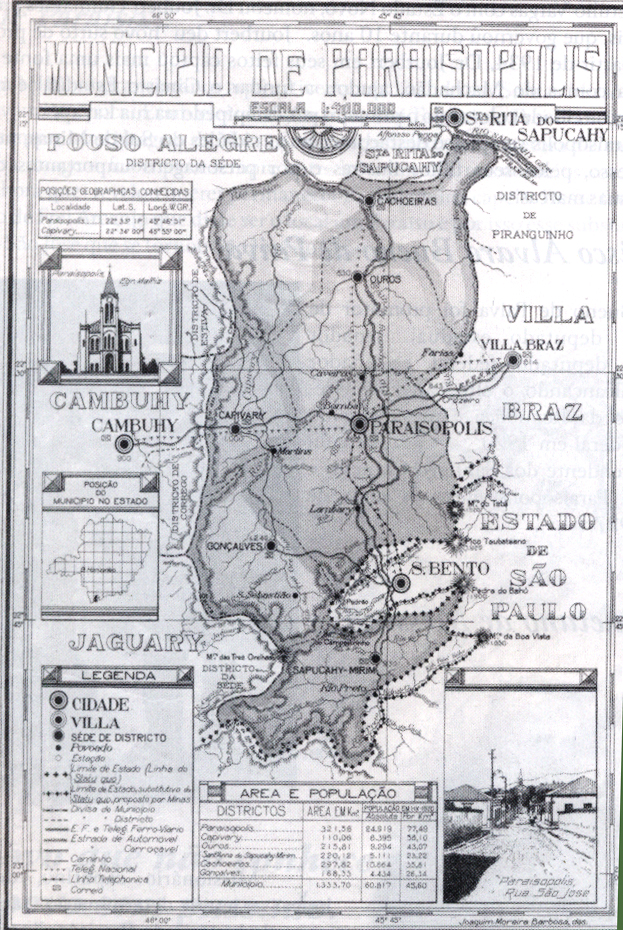
Mapa do município em 1915.

Paraisópolis é um município brasileiro do estado de Minas Gerais, na Região Imediata de Itajubá. Localizado na região da Serra da Mantiqueira, sua área é de 331,238 km². A população recenseada em 2022 era de 20 445 habitantes e a densidade demográfica de 61,72 habitantes por quilômetro quadrado.

## História[5]

### Do Campo do Lima a Paraisópolis
As terras onde hoje se situa a cidade de Camanducaia (na época conhecida como Jaguary) foi marco divisório entre Minas Gerais e São Paulo no início do século XVIII. Nessa época o bandeirante de Taubaté, Gaspar Vaz da Cunha, almejava colonizar além da Capela de Nossa Senhora do Bom Sucesso (hoje São Bento do Sapucaí), mas a população que nascia nas terras do Sapucaí, se formava principalmente de elementos mineiros das regiões de São João D'el Rei, Aiuruoca, Espírito Santo dos Cumquibus (Cristina), Campanha da Princesa, hoje Campanha, e das minas de Itajiba (onde hoje é a cidade de Itajubá), tendo em vista que os minérios dessas regiões estavam barrelando (gíria de mineradores que significa acabando). O comércio na região, que mais tarde se chamaria Campo do Lima, começava a se intensificar com vazão para Pindamonhagaba, Taubaté e Paraty.
Em razão disso o governo da província de Minas decide delimitar as fronteiras com São Paulo, prolongando essa questão pelos anos afora em incontidas lutas e refregas, tendo como testemunha a gigantesca Pedra do Baú. Em 1809 os mineiros de Jaguary abriram os caminhos até a nascente do Rio Sapucaí Mirim, em 1813. O capitão mineiro Manoel Furquim de Almeida instituiu a primeira colonização à margem direita do cobiçado Rio Sapucaí. Em 27 de abril de 1814 foram expulsos os paulistas pelo cadete mineiro Joaquim Carlos de Toledo, houve nova represália por parte dos paulistas.
Essas "prelengas", como se dizia naqueles tempos, perturbavam o crescimento e a radicalização dos mineiros, futuros fundadores do Campo do Lima, localizado bem próximo ao local das disputas. Após anos de conflitos as demarcações da fronteira foram realizadas, reinando na região ordem e paz, o que propiciou o povoamento intenso das glebas situadas nas margens do Sapucaí Mirim formando extensas fazendas de culturas e criações.
Por volta de 1820, o Guarda-mor Francisco Vieira Carneiro tomou posse da sesmaria (grande extensão de terras) doada por D. Pedro I. As terras foram exploradas pelo primeiro grupo de fazendeiros e colonos que aqui se instalaram. E devido a fertilidade da terra, que favorecia boas colheitas, o grupo se espandiu rapidamente.
Um dos fazendeiros deste grupo chamava-se José Alves Lima e era procurador do Guarda-mor Francisco Vieira Carneiro. José Alves Lima foi muito importante para a formação de nossa história, pois através de seu intermédio foi construída a primeira capela cujo orago seria para São José.
O Guarda-mor sentiu a necessidade de oficializar a construção da Capela dedicada a São José, para isso foi preciso recorrer ao Bispo de São Paulo, Dom Manoel Francisco Gonçalves de Andrade que era responsável por essa região. Naquela época os serviços religiosos necessitavam da autorização da coroa para serem realizados, o que resultou numa certa burocracia. Então o Guarda-mor delegou poderes ao seu procurador José Alves Lima para oficializar todos os atos perante o bispado de São Paulo e ao Imperador, inclusive a doação de suas terras para a construção da pequena capela.
Antes de 1827 a igrejinha já se encontrava ereta e o povoado era conhecido como Campo do Lima. Graças aos esforços de José Alves Lima o alvará para sua instalação foi concedido, por D. Pedro I, em 22 de outubro deste mesmo ano, mas sua oficialização só ocorreu seis meses depois. Neste ano o povoado passou a ser conhecido como São José da Ventania, isso porque Paraisópolis localiza-se numa micro região em que o Sol aquece as paredes rochosas expostas das montanhas, que esquentam o ar frio típico de regiões serranas e o choque entre o ar frio e o ar quente provocam o vento durante o ano todo. Em 1831 mudou para São José das Formigas, devido a grande proliferação de formigas saúvas na região.
Em 1845, a capela elevou-se a curato, tornando-se seu cura o Padre José Joaquim de Toledo. No requerimento em que se solicitava a graça do curato, Padre José mencionava o aumento da população e a grande distância (nove léguas), entre São José das Formigas e a Vila de Pouso Alegre, cujo povoado pertencia.
Pela Lei Provincial n° 472, de 31 de maio de 1850, o Curato foi elevado a Freguesia e passou a ser conhecido como São José do Paraíso. A partir de então Guarda-mor deixou seu filho Cel. José Vieira Carneiro no poder, nesse ano a população já atingia 2.500 pessoas.

### Elevação à cidade
A elevação da Vila ocorreu a primeira vez, em 25 de novembro de 1867, pela lei n° 1396 ocasionando a desanexação de Conceição dos Ouros da cidade de Pouso Alegre, a qual ficou sob sua jurisdição. Mas em 24 de julho de 1868, pela Lei n° 1587, São José do Paraíso retornou a sua condição de Freguesia subalterna ao termo de Pouso Alegre. Somente em 15 de julho de 1872 é que se elevou, definitivamente, a categoria de Vila, trazendo anexadas as Freguesias de São João Batista das Cachoeiras (hoje Cachoeira de Minas) e Conceição dos Ouros, neste ano também foi criada a primeira cadeira de instrução, sendo exclusivamente para o sexo feminino. Sua elevação a cidade se deu a 25 de janeiro de 1873, data em que se comemora seu aniversário, data também, em que foi instalada a Primeira Câmara Municipal.
Durante o governo do Cel. José Viera, se firmou o crescimento da sociedade, do comércio e do latifúndio, além da realização de obras importantes como: A captação de água potável, por Frei Caetano de Messina; A construção da agência dos Correios; Igreja Matriz; Cemitério; Sede da Câmara Municipal; Cadeia; Instalação da Comarca; Fundação da Santa Casa; Abertura de várias ruas, entre elas: Rua Desembargador Olinto, que hoje denomina-se Dr. Simões de Almeida; Rua do Imperador, hoje Cel. Francisco Granado; Rua Sete de março, atual São José; Rua da Palha, hoje Sete de Setembro; Rua da Imperatriz, hoje Duque de Caxias; Rua Aquidaban, hoje Bueno de Paiva.

### São José do Paraíso, sede de Comarca
Após elevação a cidade, veio a criação e instalação da Comarca em 1884, trazendo o seu primeiro Promotor de Justiça Francisco Álvaro Bueno de Paiva, que iniciou uma nova era com a morte do Cel. José Vieira, assumindo as rédeas do poder em 1897.
No final do século XIX já se notava regular quantidade de residências luxuosas, entre elas a do Barão de Camanducaia, onde hoje localiza-se a danceteria "CasaBlanca" (onde já se localizou os bancos Rural, Real e Santander), a do Coronel José Vieira, localizada onde hoje situa-se o grupo escolar Bueno de Paiva, dentre outras. O costume, nessa época, era que durante a procissão católica da festa de Corpus Christi, para homenagearem o Santíssimo, o povo estendia nas janelas de suas casas, colchas e toalhas de fino trato, todas feitas manualmente. Os carros de bois rangiam no transporte das famílias dos fazendeiros a caminho da cidade, para assistirem as comemorações religiosas da Semana Santa e Natal. Simultaneamente a imprensa aplaudia o feito do oficial da marinha Alvaro Graça, filho daqui, que rompeu a barra do Rio de Janeiro com seu navio, na revolta contra o Marechal Floriano Peixoto. As champanhes espumavam na inauguração da estrada de rodagem de São José do Paraíso a São Bento do Sapucaí. O passeio favorito era ver a chegada do trem às 5 horas da tarde, que trazia passageiros de Itajubá e Vila Braz (Brazópolis). 

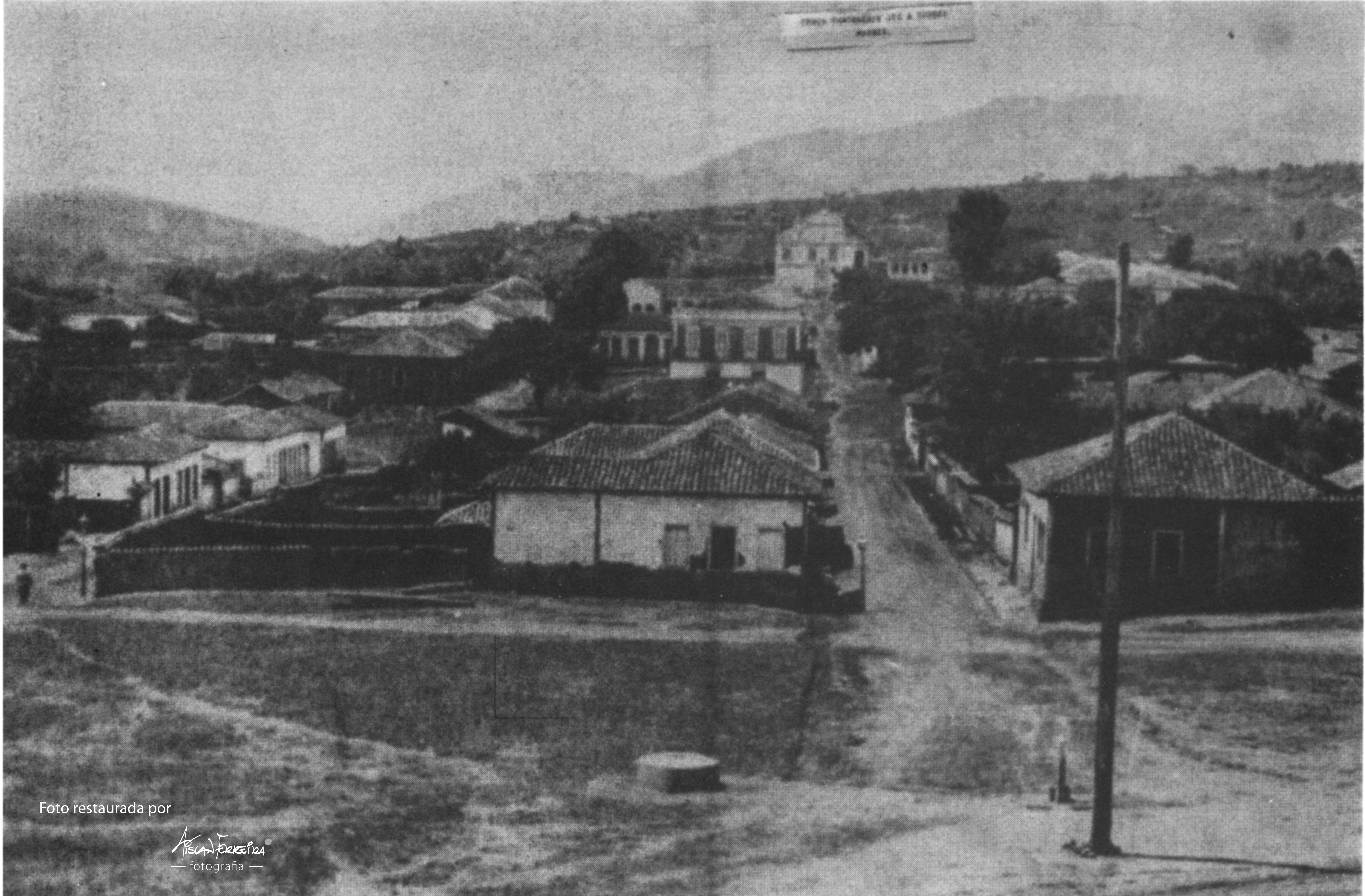
Uma das primeira fotos conhecidas de Paraisópolis (na foto, São José do Paraíso), provavelmente do final do século XIX

### Enfim, Paraisópolis
Em 1914 a cidade de São José do Paraíso passa a se chamar Paraisópolis. A cidade crescia e adquiria importância nas decisões regionais e mais tarde nos altos escalões da República, quando Bueno de Paiva teve ascensão na vida política. O senador faleceu em 1927, quando governava Paraisópolis, deixando em seu lugar o Dr. Lauro Augusto de Almeida, rapaz que já vinha sendo preparado para sucedê-lo.
Marca época a primeira indústria de porte, a Fábrica Vigor em 1928, iniciando um novo aspecto a cidade, despovoando o campo pelo incremento do gado leiteiro, que exigia mais capim reduzindo ao mínimo as plantações de arroz e feijão.

### Tradição em política
No início do século XX, o município de Paraisópolis abrangia uma área gigantesca, compreendendo os atuais municípios de Cachoeira de Minas, Conceição dos Ouros, Paraisópolis, Consolação, Gonçalves e Sapucaí Mirim e contava com mais de 60 mil habitantes. Devido à sua importância e população, o peso político de Paraisópolis era grande no cenário sul mineiro. Quando Francisco Álvaro Bueno de Paiva tomou posse como promotor em Paraisópolis, o município ganhou destaque, pois mais tarde o ilustre se tornaria senador da República. Com sua ascensão, Paraisópolis se desenvolveu muito. Nesta época todo o município foi tomado por obras importantes, como por exemplo a abertura de estradas que dariam acesso ao sul de Minas, atravessando o território do então distrito do Capivary (hoje Consolação), como também acesso ao território paulista, via São Bento do Sapucaí. Em 1912, a Rede Sul Mineira trouxe a linha férrea até o município, com a inauguração de um terminal. Com isso, município ganharia uma forma de escoamento de sua produção, além de um novo meio de transporte para sua população. A linha férrea ligava Paraisópolis ao município de Brazópolis e Itajubá. Nessa mesma época, o Senador Bueno de Paiva se tornaria Vice Presidente da República, por ocupar o cargo de Presidente do Senado. Com isso, o município ganharia grande importância no cenário mineiro. Após a morte do senador, em 1927, Paraisópolis continuou sua tradição em política elegendo deputados, como o Dr. Álvaro Augusto de Almeida. Com isso, Paraisópolis se consolidava como um importante pólo comercial e industrial na época.

## Infraestrutura
O município conta com boa infra-estrutura, estando ligada por meio de boas rodovias ao estado de São Paulo e também a importantes municípios mineiros, como Itajubá e Pouso Alegre.

### Economia
Suas principais atividades econômicas são: indústrias de autopeças, agricultura, pecuária e o comércio.[carece de fontes?] Em 2021, o percentual de pessoas ocupadas em relação à população total era de 22,7%.
O transporte ferroviário esteve ativo na região entre os anos de 1912 e 1964, através do Ramal de Paraisópolis da Rede Mineira de Viação. O curto ramal ferroviário cortava a cidade e a ligava aos municípios de Brazópolis e Piranguinho, onde se entroncava com a Linha de Sapucaí (antiga Estrada de Ferro Sapucaí), que seguia para Itajubá. Os últimos trens de passageiros trafegaram pelo ramal e pararam em sua estação ferroviária pela última vez em setembro de 1962. Dois anos depois, circulariam os últimos trens cargueiros, culminando na desativação do Ramal de Paraisópolis. Pouco tempo depois, por exigência de um decreto federal, os trilhos foram retirados da cidade. 

### Rodovias
A principal rodovia que corta o município é a MG-173. Outra importante rodovia que corta a cidade é a MG-295.

### Saúde
Em 2010 a expectativa de vida era de 76,1 anos. e em 2020 a taxa de mortalidade infantil era de 11,3 óbitos para cada mil nascidos vivos.

## Relevo

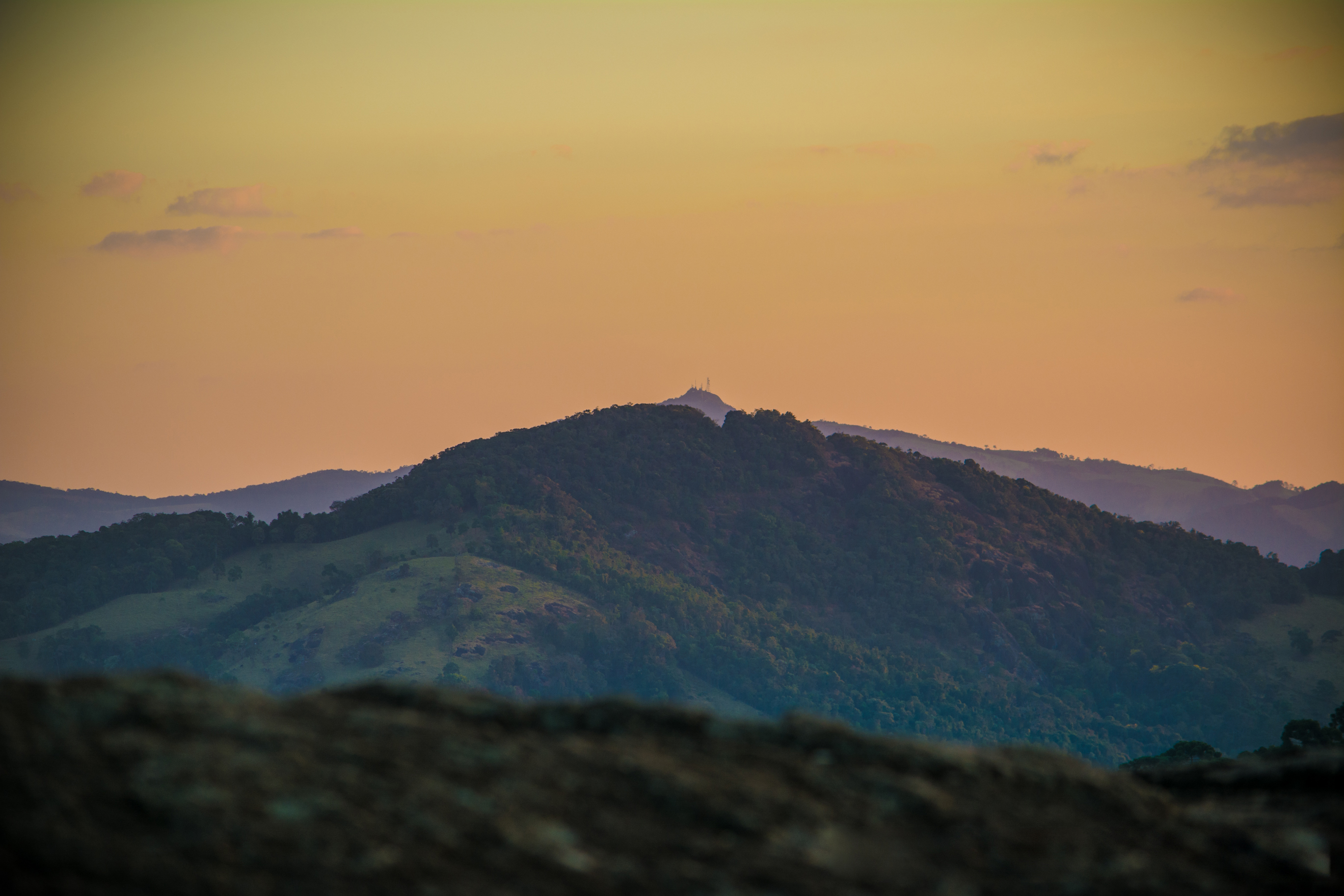
Pedra de São Domingos, vista do Machadão

No relevo, Paraisópolis se encontra localizada em área muito acidentada, nos contrafortes da Serra da Mantiqueira. Do lado sul da cidade encontramos o Pico do Machadão, com 1600 metros de altitude na pedra, onde se situam os repetidores do sinal de TV da cidade e com 1750 metros de altitude em seu cume, em meio à mata. É no complexo do pico que se encontra a represa do Brejo Grande, lago artificial mais alto do Brasil (1512m alt. . De lá é possível a visualização de toda a região, inclusive com a vista da cidade de Pouso Alegre, em dias de boa visibilidade. A altitude favorece também a visualização de outros pontos turísticos desta região da Mantiqueira, como a Pedra do Baú, em São Bento do Sapucaí, Pedra de São Domingos, Pedra do Forno, em Gonçalves, Pico dos Marins, em Delfim Moreira, etc. À leste da cidade se localiza a Serra dos Pereiras, onde a Embratel possui uma antena repetidora de sinais, na divisa com o município de Brazópolis e pouco mais a sudeste, a Serra do Cantagalo, na divisa com São Bento do Sapucaí. Sua altitude mínima é de 863 m acima do nível do mar, na foz do ribeirão das caveiras, e seu ponto culminante é a Pedra de São Domingos com 2050 metros de altitude,  monumento natural que divide os municípios de Paraisópolis, Camanducaia e Córrego do Bom Jesus.[carece de fontes?]
Seus municípios limítrofes são Conceição dos Ouros a norte, Brazópolis a leste, São Bento do Sapucaí (SP) a sudeste, Gonçalves a sul, Camanducaia a sudoeste, Córrego do Bom Jesus a oeste e Consolação a noroeste.